# Ulf Wahlberg (konstnär)
Ulf Lennart Wahlberg, född 31 augusti 1938 i Stockholm, död 26 januari 2014 i Brännkyrka församling, var en svensk konstnär (målare och tecknare). 
Ulf Wahlberg var son till byggnadsarbetaren Martin Wahlberg och Birgit Lagerkrantz. Efter handelsrealexamen 1955 arbetade han som kontorist fram till 1960, varefter han studerade vid Kungliga konsthögskolan 1961–1966. Han gjorde ett flertal studieresor till Italien, Spanien och Frankrike 1959–1964. Han tilldelades Jenny Linds resestipendium 1965–1966 och ett stipendium från Helge Ax:son Johnsons stiftelse som han använde för en längre studieresa till USA. 
Han ställde ut separat på bland annat Galleri Observatorium i Stockholm 1965 och tillsammans med bland andra Ian Hellström, Lars Hellström och Lars Hillersberg ställde han ut på Galleri Surbrunn. Han medverkade i Nationalmuseums utställning Unga tecknare och biennalen på Louisiana-museet i Humlebæk. Han utförde främst nyrealistiska målningar av bilar och människor men även en hel del abstrakta verk. Bland hans offentliga arbeten märks Toleredsskolan i Göteborg och Skärholmens tunnelbanestation i sydvästra Stockholm. Wahlberg är representerad på bland annat Nationalmuseum, Göteborgs konstmuseum, Moderna museet, Norrköpings konstmuseum, Kalmar konstmuseum, Helsingborgs museum, Postmuseum, Järnvägsmuseet, Hallands konstmuseum, Länsmuseet Gävleborg, Bohusläns museum, Hallands kulturhistoriska museum  och Gripsholms slott.
Ulf Wahlberg är gravsatt i minneslunden på Brännkyrka kyrkogård.